# Fabrice Coat
Pour les articles homonymes, voir Coat.
Fabrice Coat, né le 3 novembre 1957 à Boulogne-Billancourt et mort le 17 août 2024 à Bordeaux, est un producteur français.
À travers sa société de production Program33, Fabrice Coat produit des clips depuis les années 1980 (il a notamment produit Jean-Pierre Jeunet, Jean-Baptiste Mondino...).

## Biographie
Avant d'être producteur, Fabrice Coat a été antiquaire puis a créé avec Jacques Renault en 1978 et dirigé de 1978 à 1984 la discothèque parisienne Les Bains Douches qui a été revendue à Hubert Boukobza en 1984. En 1987, il rachète et rouvre, toujours avec Jacques Renault, la salle La Cigale,.
En 1988, il fonde sa société de production Program33 qui est d'abord cantonnée dans le clip musical.
Fabrice Coat se lance dans la production de longs métrages avec les films Des nouvelles du bon Dieu (1996) et J'aimerais pas crever un dimanche (1998), tous deux réalisés par Didier Le Pêcheur. On lui doit aussi de nombreux documentaires musicaux (dont NTM Live '98) ainsi que l'émission de télévision Tracks (sur Arte). Fabrice Coat a produit plusieurs émissions - documentaires de création - de L'Œil du Cyclone sur Canal+ , dont celui sur Yma Sumac (réalisateur Jean-Baptiste Erreca),, 1991 version RAP (réalisateurs Olivier Carrié et Hélène Couturier), Pelouse interdite (réalisateur Emmanuel Faure), Écoutez - Répétez (réalisatrice Marie Arnaud), Accordéon forever (réalisateur Jean-Baptiste Erreca), Le trip psychédélique (réalisateur Alexandre Hotton).
Fabrice Coat meurt le 16 août 2024 à la suite d’un accident de planche de bodyboard sur le banc d’Arguin, près du Cap-Ferret,.